# Vino el amor
 (срп. Љубав је стигла) мексичка је теленовела, продукцијске куће Телевиса, снимана 2016.

## Синопис
Након очеве смрти, младој Лусијани не преостаје ништа друго него да се поново сретне са мајком и братом. Зато се појављује у виноградима где обоје раде, али када стигне тамо, сусреће се са власником поседа, увек љутитим Давидом, у коме ће пронаћи оно што је најмање очекивала — љубав. Они осећају привлачност једно према другоме, а повезује их и љубав према земљи на којој су обоје одрасли. Међутим, њихова љубав наићи ће на бројне препреке, јер постоје многи људи који не желе да Давид поврати вољу за животом.
Откако је његова супруга Лиса настрадала, Давид је пао у тешку депресију и запоставио како посед тако и децу. То је охрабрило његову ташту Лилијан и његовог „пријатеља” Хуана да живе на његовој грбачи — требало је да разумно управљају његовим новцем, али радили су управо супротно. У интересу им је да Давид заувек остане огорчен и безвољан, како би наставили да га искоришћавају. Лилијан не мрзи само зета већ и Лусијану, кћерку своје највеће непријатељице. Наиме, Лусијанина мајка Марта трн је у Лилијанином оку, јер је много година раније, наводно грејала кревет њеном супругу. Поред тога, Давидова свастика Грасијела опседнута је својим зетом још откако се њена покојна сестра удала за њега — пошто је Лиса мртва, Грасијела на све начине покушава да освоји срце богатог земљопоседника.
Ствари се додатно компликују када се између Лусијане и Давида испречи Мигел, Лусијанин пријатељ из детињства који је одувек био заљубљен у њу и њен повратак у завичај види као шансу да је освоји. Мигел неће презати ни од чега како би задржао Лусијану само за себе, макар то значило да се мора супротставити свом газди Давиду.

## Глумачка постава

### Главне улоге
| Глумац:       | Улога:             |
| ------------- | ------------------ |
| Ирина Бајева  | Лусијана Муњоз     |
| Габријел Сото | Давид Роблес Моран |

### Споредне улоге
| Глумац:               | Улога:                  |
| --------------------- | ----------------------- |
| Кимберли дос Рамос    | Грасијела Паласиос      |
| Синтија Клитбо        | Марта Естрада           |
| Азела Робинсон        | Лилијан Паласиос        |
| Кристијан де ла Кампа | Хуан Тељез              |
| Мар Контрерас         | Сузан О' Нил - Вилијамс |
| Моисес Арисменди      | Сесар                   |
| Вероника Аспеадо      | Соња Ортис              |
| Алехандро Авила       | Маркос Муњоз Перез      |
| Лаура Кармајн         | Лиса                    |
| Хуан Видал            | Брајан Гутијерез        |
| Хосе Едуардо Дербез   | Леон                    |
| Глорија Аура          | Перла                   |
| Софија Кастро         | Фернанда                |
| Раул Коронадо         | Мигел                   |
| Марио Лорија          | Рамон                   |
| Лусијано Зачарски     | Карлос Тано             |
| Жанет Седано          | Каролина Карито         |
| Оскар Бонифихлио      | Адолфо Баљестерос       |
| Хуан Карлос Серано    | Марк Вилијамс           |
| Барбара Лопез         | Ерика Баљестерос        |
| Родолфо Валдез        | Хосело                  |
| Емилио Белтран        | Боби Роблес Паласиос    |